# トランジスタにヴィーナス
『トランジスタにヴィーナス』は竹本泉による漫画作品。『コミックフラッパー』にて、1999年創刊号から2004年9月号にかけて連載された。全7巻。タイトルの由来は、トランジスターグラマーという単語から、トランジスタ女神という言葉を発想したため。

## あらすじ
23世紀の未来世界。宇宙を自由に行き来し、数々の惑星に人類が住む時代。宇宙空間を版図とした国家がしのぎを削り、様々な特殊能力を持った人々が活躍していた。そんな中で、自分の周囲では人が死なないという稀有な特殊能力を持った女諜報部員エイプリル・イーナス……通称「ヴィーナス」が活躍 (?) する様を描いたコミカルSF女スパイ漫画。

## 登場人物
エイプリル・イーナス
連合政府の秘密諜報部員。階級は中尉。性別は女性。2248年生まれ。
自分の周囲で人が死なない（自然死を除く）という、作品世界の中でも稀有な特殊能力の持ち主で「幸運の女神」として諜報部員間では有名。ただし、その能力の効果は病気を治療したり、怪我をしないといった訳ではなく、ただ死なないだけのことである。
また、その能力を知っていると「死なないのだから」と危険な行動を取る人物が多く、結果として彼女がいることで（人死には出ないが）大きな被害が出てしまうことが多々ある。そのため、まわりから「 Vain （無駄な）・ Enus （イーナス）」と呼ばれ、それが訛って通称「ヴィーナス」と呼ばれ始めた。故に本人は「ヴィーナス」や「女神」と呼ばれることを非常に嫌っているが、通称の由来を知らない人間から褒め言葉のつもりでそう呼ばれることが多い。
かわいい少年と子供過ぎない（16歳以上の）かわいい女の子が好きで、非常に気が多い。特にかわいい女の子には手当たり次第に手を出す（キスをする）ことでも有名。美人で非常にモてるが誰にでも手を出すため、周りからは恋人としては良いが結婚相手としてはどうかと見られている。
覇気が少ない性格で、考えていることが顔に出やすいため、スパイとしての資質はどうかと思われるが、任務は忠実にこなしている。
体術はそれなりに出来、体力強化処置を受けているので瞬間的に常人の数倍の力を出せる（しかし、力を使用するとリバウンドで酷い筋肉痛になる）。ただし、射撃は下手で7回に1回しか当たらない。
ウィンスロウ
知能進化された黒猫でイーナスのパートナー。
知能進化処置後、最初はトカゲ型種族サールスのロンバドロ・クク上級将軍に副官として引き取られたが、ある事件をきっかけにイーナス個人に宣誓契約をしたため、イーナスのパートナーとなった。
ンザレス・マリアアナ
連合政府の秘密諜報部員。性別は女性。サールス専門のテレパス。
仕事でパートナーとなった際にイーナスに唇の形を気に入られ、それ以来度々イーナスにキスを求められる。登場した当初はイーナスのキスを頑なに拒んでいたが、段々とイーナスの遠慮が無くなってきて、最終的にはキスされまくるようになってしまう。
イーナスのことを「女神」と呼ばないこともあり、彼女に最も好かれているが、そのことについてマリアアナ自身はちょっと微妙な様子。
マリアアナ同様に諜報局に勤める弟ンザレス・ラシスコがいる。
グデロリン
地球帝国の諜報部員。階級は大尉。性別は男性。本名マーカス・グデロリヌス。
たびたびイーナスと競い合うようなことになり、たいがい重傷を負ったり、ひどい目に合う。
ロロ・クル
サールスの諜報部員。グデロリン同様にたびたびイーナスと競い合うようなことになり、同じくひどい目に合う。

## 世界観
竹本がよく使用する「コピーされた地球が宇宙のあちこちに独立して存在する」宇宙であり、地球だけでもイーナスらが所属する「地球連合」の他に「地球帝国」「神聖帝国」「連合王国」「地球連邦」「正統地球政府」など別々の「地球」が存在し、互いに争ったり、手を取り合ったりしている。
サールス
トカゲ型種族の宇宙人。尻尾が無い地球系の人間を下等生物としてバカにしている。サールス内の刑罰としても一定期間、尻尾を切断されたままにする刑が存在する。
地球同様にコピーされたものかは不明だが、「カナリの巣」「ダイブンの巣」などサールス同士でも「地球」同様に派閥が存在し、争っている。
ウロボース
カワウソ型種族の宇宙人。地球やサールス同様に他の同類氏族とは仲が悪く、いきなりミサイルの撃ち合いを始めたりもする。
惑星リスボン
主な舞台となっている中立の観光惑星。各勢力の諜報部員にとっては最前線でもある。
「燃料水晶」と呼ばれる鉱脈が惑星のあちこちにあり、鉱脈の近くでは電気を使った機器が動作しなくなるため、ハイテクとローテクが入り混じっている。